# Leb wohl, meine Königin!
Leb wohl, meine Königin! (Originaltitel: Les Adieux à la reine) ist ein französischer Historienfilm aus dem Jahr 2012, Regie führte Benoît Jacquot. Der Film erzählt die Geschichte der Französischen Revolution vom 14. bis zum 17. Juli 1789 aus der Sicht der königlichen Vorleserin Sidonie Laborde, die der Königin Marie-Antoinette nahestand. Er lief im Wettbewerb der 62. Berlinale und eröffnete das Festival am 9. Februar 2012 als Weltpremiere. Der deutsche Kinostart erfolgte am 31. Mai 2012.

## Handlung
Sidonie Laborde, die heimlich für die Königin Marie-Antoinette schwärmt und sich aus dem frivolen Treiben bei Hofe in Versailles weitestgehend heraushält, liest der Königin vor. Dabei kratzt sie sich ihre Mückenstiche am Arm, um so die Aufmerksamkeit der Königin zu gewinnen und von dieser berührt zu werden, wenn sie mit Rosenholzöl die Stiche behandelt. Sidonie stickt für die Herrscherin auch heimlich eine Dahlie; sie möchte nicht aufgrund ihres Talents als Stickerin eingesetzt werden und damit den Zugang zu der von ihr Begehrten verlieren. Marie Antoinette ist launisch und behandelt Sidonie einmal wie eine Freundin, ein anderes Mal von oben herab und harsch. Sie hat am Hof keinen guten Ruf, weil sie die von ihr begehrte Gabrielle de Polignac mit ihrer Gunst und Privilegien bedenkt. 
Währenddessen dringt die Kunde vom Sturm auf die Bastille ins Innere des Schlosses von Versailles und versetzt Bedienstete und Höflinge in Aufregung. Viele Wohlhabendere fliehen aus dem Palast. Die Königin möchte sich in die Festung von Metz zurückziehen, um von dort nach Paris zu marschieren. Sie lässt bereits packen, verbrennt Briefe und Dokumente, wie etwa ihre Ausgabenliste für die Polignac, und bricht zusammen mit einer Hofdame die Schmucksteine aus ihren Fassungen, um sie leichter mitnehmen zu können. Sie gesteht Sidonie ihre Zuneigung zu Gabrielle de Polignac und wie sehr sie das Verlangen für sie gefangen nimmt und reagiert harsch, als Sidonie diese nicht wecken und zu ihr bringen kann. Da König Ludwig XVI. Versailles nicht verlassen will, wird der Aufbruch am nächsten Tag abgesagt und wieder ausgepackt. 
Gabrielle de Polignac besucht ihre Königin, wobei sich beide mit Worten umschmeicheln und zärtlich berühren. Marie Antoinette fleht sie an, sich in Sicherheit zu bringen. Daraufhin verkleidet sich de Polignac als Zofe und ihr Mann als Kutscher. Sidonie wird zur Königin gerufen, die ihr aufträgt, das Kleid der Polignac anzuziehen und sich als diese auszugeben, um deren Leben mit ihrem eigenen zu schützen. Selbst in diesem Moment gehorcht sie Marie Antoinette ohne Widerspruch. Schließlich fliehen die Polignacs mit Sidonie in einer Kutsche in die Schweiz. Die verkleidete Sidonie winkt den Bauern am Wegesrand zu, als wäre sie eine Adelige. Bei einer Passierscheinkontrolle wird sie als Gabrielle de Polignac erkannt, darf jedoch weiterfahren. In der Schlusseinstellung sieht man die Kutsche immer weiter im Dunkel des nächtlichen Waldes verschwinden, während man Sidonies Stimme hört, die bekennt, die Königin geliebt zu haben, und den eigenen Niedergang vorausahnt.

## Hintergrund
Der Film ist die Adaption des gleichnamigen Romans von Chantal Thomas. Er wurde von GMT Productions produziert und von Les Films du Lendemain, France 3 Cinéma und Morena Films koproduziert. Benoît Jacquots erhielt die Erlaubnis, direkt im Schloss Versailles drehen zu dürfen. Die Dreharbeiten fanden nachts und montags statt, als sich keine Besucher im Schloss aufhielten. Die Kostüme entwarf Christian Gasc.
Leb wohl, meine Königin! lief im Wettbewerb der 62. Berlinale um den Goldenen Bären. Der Film eröffnete das Festival am 9. Februar 2012 als Weltpremiere.

## Kritiken
Verena Lueken rezensierte den Film für faz.net und sah in ihm einen vielversprechenden Wettbewerbsauftakt. Sie hob hervor, dass sich aus Sidonies Perspektive der Blick auf die einfachen Mitglieder des Hofes und deren liederliches Treiben ergebe, und führte kritisch an, „dass Jacquot sie [die Perspektive] im zweiten Teil eine Weile aufgibt, um Marie Antoinette nach Gabrielle de Polignac (Virginie Ledoyen) schmachten zu lassen und ihr bei ihrem letzten Auftritt im Hof in die Arme zu fallen.“ Lueken sah in Sidonie den Widerspruch, dass sie dem Volk angehöre, das sich erhebt, und zugleich der Königin ergeben ist. Dazu führte sie lobend aus: „Das ist die Konstellation, aus der die innere Spannung erwächst, und Léa Seydoux spielt das überzeugend, weil sie zeigt, dass ihrer Figur dieser Widerspruch gar nicht bewusst wird.“ Zudem verweist sie auf die Brüche zwischen der eng an Seydoux bleibenden Kamera und Einstellungen, die sich in die langen Flure öffnen.
Auf Zeit Online stellte Wenke Husmann den Film in den Kontext des Arabischen Frühlings, mit ihm finde der Film einen besonderen Resonanzboden. Sie lobte, dass das Spiel von Diane Kruger nur zu Beginn der konventionellen Darstellung der Marie Antoinette als vergnügungssüchtig und verwöhnt folge. „Und selbst in diesen wenigen ersten Szenen ist ihr Pomp weniger exaltiert als er es beispielsweise bei Sofia Coppolas Marie Antoinette war“, befand sie. Des Weiteren stellte Husmann die sehr bewegte Kameraführung und Benoît Jacquots genaue Darstellung der damaligen Verhältnisse heraus.
Auch Peter Uehlings Kritik für die Berliner Zeitung fiel positiv aus. So fasste er zusammen: „Mit Les adieux à la reine steht ein Film von repräsentativem Zuschnitt, symbolischer Subtilität und inszenatorischer Originalität zugleich im Rampenlicht der Eröffnung.“ Lobend erwähnte er die Darstellung der Sidonie mit den Worten: „Les adieux à la reine wäre indes undenkbar ohne eine Schauspielerin wie Léa Seydoux, die als Sidonie den Film trägt.“
Die Berliner Zitty kritisierte die unkritische Haltung gegenüber dem Adel des Ancien Régime und die langen Kamerafahrten, die die Protagonistin auf ihren Wegen durch die endlosen Zimmer des Schlosses begleite, „während die aufdringliche Musik Spannung behauptet“. Das sei „sterbenslangweilig und sinnfrei“.

## Auszeichnungen
- 2012: Darstellerpreis des Cabourg Romantic Film Festival für Léa Seydoux (ebenso für Winterdieb)
- 2012: Louis-Delluc-Preis als Bester französischer Film
- 2013: César für die Beste Kamera, die Besten Kostüme und das Beste Szenenbild; sieben weitere Nominierungen (u. a. Bester Film, Beste Regie, Beste Hauptdarstellerin – Léa Seydoux)